# Internationale Filosofie Olympiade

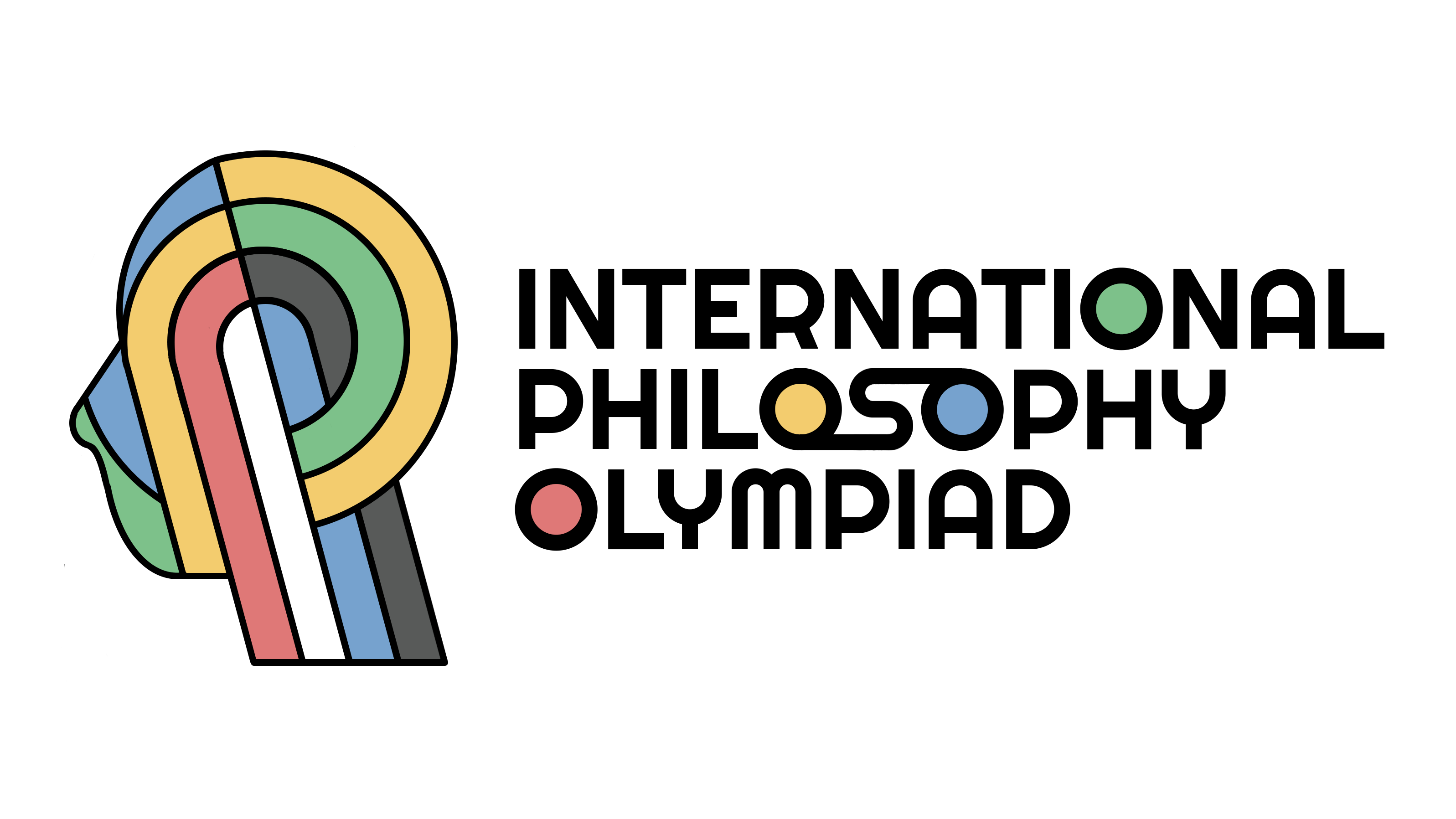
Logo van de Internationale Filosofie Olympiade.

De Internationale Filosofie Olympiade (International Philosophy Olympiad - IPO) is een internationale wedstrijd voor jongeren van de hoogste klassen van het middelbaar onderwijs, die peilt naar filosofische vaardigheden en kennis. De IPO kwam er op initiatief van het departement wijsbegeerte van de Universiteit van Sofia in Bulgarije, om de interesse van jongeren voor filosofie te stimuleren en filosofie-onderwijs op middelbare-schoolniveau promoten. De Internationale Filosofie Olympiade wordt sinds 2001 ondersteund door UNESCO en de Fédération Internationale des Sociétés de Philosophie (FISP). 
Aan het evenement nemen leerlingen uit veertig landen deel. Elk deelnemend land mag een delegatie van maximaal twee jongeren en twee delegatieleiders afvaardigen. De deelnemers moeten per land als beste uit de nationale selecties zijn gekomen. België en Nederland namen in 2012 voor de eerste keer deel. In 2016 en 2017 respectievelijk organiseren deze landen de IPO.
In sommige landen vergroot succes tijdens de IPO de kansen op een studiebeurs of inschrijving in een prestigieus instituut voor hoger onderwijs.

## Procedure
Deelnemende leerlingen krijgen 4 uur de tijd om een filosofische tekst te creëren die tussen 800 en 1600 woorden lang is. De teksten worden beoordeeld op basis van hun relevantie, gebruik van en inzicht in filosofische concepten, de kracht van de gebruikte argumenten, de logische samenhang en coherentie van de tekst en het formuleren van een eigen, creatieve en persoonlijke visie. De essays worden nadien geëvalueerd in 3 rondes door de internationale jury, die bestaat uit leden van de verschillende delegaties, en in de laatste ronde door de bestuursraad. De te winnen prijzen omvatten gouden, zilveren en bronzen medailles en eervolle vermeldingen.

Naast de essaywedstrijd worden er lezingen, workshops en uitstappen georganiseerd die verband houden met het cultiveren en/of verfijnen van de filosofische attitude en achtergrondkennis - vaak gelinkt aan het centrale thema dat het gastland mag kiezen.

### Taal
De voertaal tijdens de workshops, lezingen en debatten is Engels. 
Tijdens de essay-wedstrijd wordt verwacht dat de deelnemers in een taal schrijven die niet hun moedertaal is, te kiezen uit Engels, Frans, Duits of Spaans. Het gebruik van woordenboeken is toegestaan, alle andere hulpmiddelen zijn verboden. Het essay wordt geschreven op door het gastland voorziene computers waarvan de toegang tot het internet werd uitgeschakeld.

## Afgelopen en toekomstige IPO's
- 1993: Smolyan, Bulgarije
- 1994: Petric, Bulgarije
- 1995: Stara Zagora, Bulgarije
- 1996: Istanbul, Turkije
- 1997: Warschau, Polen
- 1998: Brasov, Roemenië
- 1999: Boedapest, Hongarije
- 2000: Munster, Duitsland
- 2001: Philadelphia, USA
- 2002: Tokyo, Japan
- 2003: Buenos Aires, Argentinië
- 2004: Seoul, Zuid-Korea
- 2005: Warschau, Polen
- 2006: Cosenza, Italië
- 2007: Antalya, Turkije
- 2008: Isae, Roemenië
- 2009: Helsinki, Finland
- 2010: Athene, Griekenland
- 2011: Wenen, Oostenrijk
- 2012: Oslo, Noorwegen
- 2013: Odense, Denemarken
- 2014: Vilnius, Litouwen
- 2015: Tartu, Estland
- 2016: Gent, België
- 2017: Rotterdam, Nederland
- 2018: Bar, Montenegro
- 2019: Rome, Italië
- 2020: Lissabon, Portugal (uitgesteld tot 2021 i.v.m. COVID-19)